# 総合無線通信士
総合無線通信士（そうごうむせんつうしんし）は、無線従事者の一種で電波法第40条第1号に規定するものである。 
総務省所管。英語表記は"Radio Operator for General Services"。

## 概要

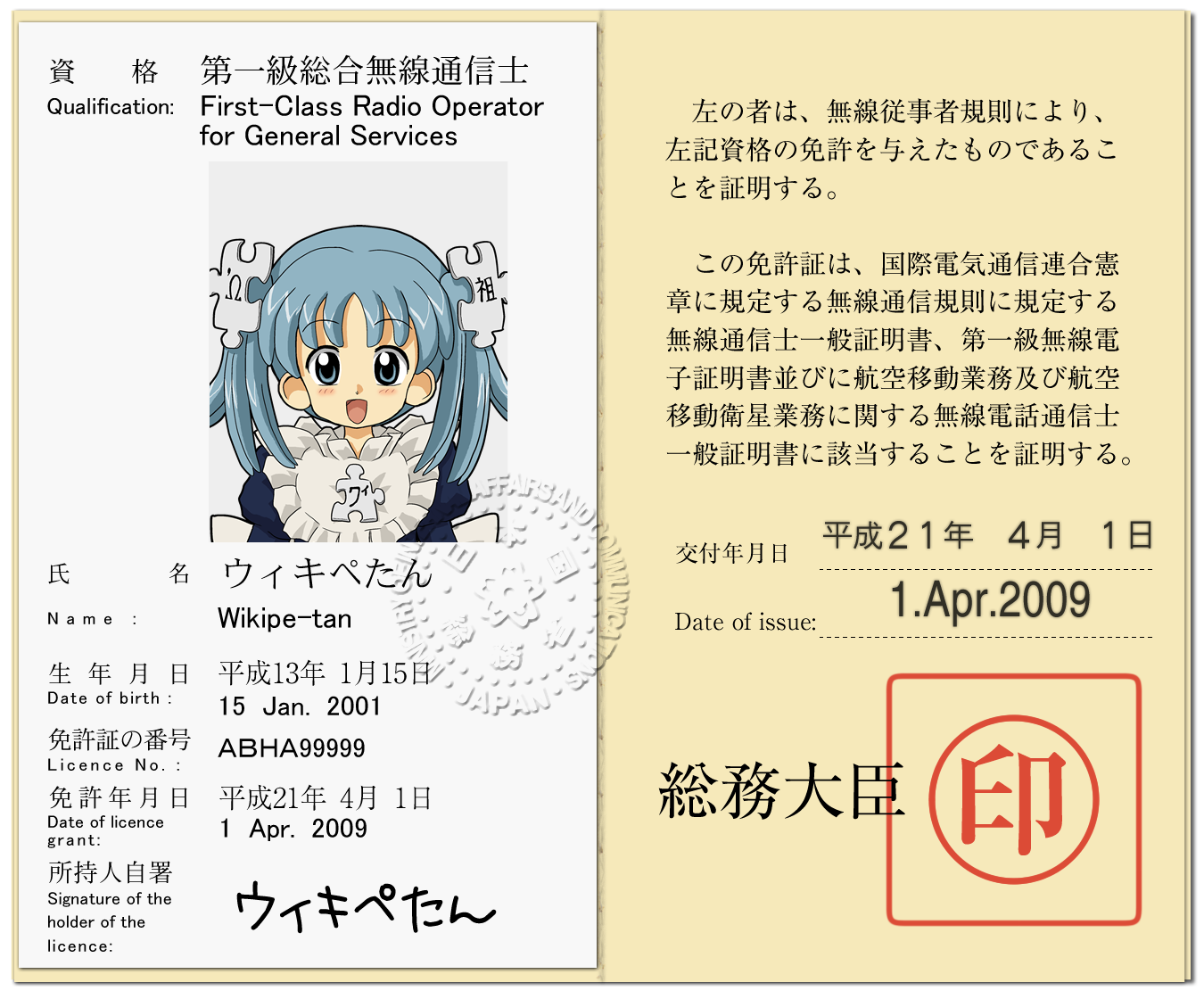
無線従事者免許証（第一級総合無線通信士）のイメージ
平成22年3月まで発給

電波法第40条第1号のイからハにより第一級（一総通）、第二級（二総通）、第三級（三総通）の3種に細分される。（　）内は通称で総通と総称される。
従前の第一級無線通信士（略称は一通）は一総通、第二級無線通信士（同 二通）は二総通、第三級無線通信士（同 三通）は三総通とみなされる。
- 無線従事者の利用分野別の再編[2]前後を区別するために略称も区別する。

国際電気通信連合憲章に規定する無線通信規則に準拠した資格であり、免許証には、次のように日本語および英語で記載される。
- 一総通は『この免許証は、国際電気通信連合憲章に規定する無線通信規則に規定する無線通信士一般証明書・第一級無線電子証明書並びに航空移動業務及び航空移動衛星業務に関する無線電話通信士一般証明書に該当する。』
- 二総通は『この免許証は、国際電気通信連合憲章に規定する無線通信規則に規定する第二級無線電信通信士証明書･制限無線通信士証明書並びに航空移動業務及び航空移動衛星業務に関する無線電話通信士一般証明書に該当する。』
- 三総通は『この免許証は、国際電気通信連合憲章に規定する無線通信規則に規定する海上移動業務に関する無線電信通信士特別証明書及び無線電話通信士一般証明書に該当する。』
- 制定当初から1996年（平成8年）12月までは次のとおり記載されていた。[3]
  - 一総通は『この免許証は、国際電気通信条約附属無線通信規則に規定する無線通信士一般証明書及び航空移動業務に関する第二級無線電信通信士証明書に該当し、かつ、この免許証の名義人は、同規則に規定する航空固定業務、航空移動業務及び航空無線航行業務の特別規定に関する試験に合格したものであることを証明する。』
  - 二総通は『この免許証は、国際電気通信条約附属無線通信規則に規定する第二級無線電信通信士証明書に該当し、かつ、この免許証の名義人は、同規則に規定する航空固定業務、航空移動業務及び航空無線航行業務の特別規定に関する試験に合格したものであることを証明する。』
  - 三総通は『この免許証は、国際電気通信条約附属無線通信規則に規定する海上移動業務に関する無線電信通信士特別証明書及び無線電話通信士一般証明書に該当することを証明する。』

参考
一通のうち、1983年（昭和58年）3月31日以前の国家試験の合格者または電気通信術の合格者は

- 『第一級無線電子証明書』のところが『第一級無線電子証明書及び第一級無線電信通信士』とされる。
- 1996年（平成8年）12月までは『無線通信士一般証明書及び航空移動業務に関する第二級無線電信通信士証明書』が『無線通信士一般証明書及び第一級無線電信通信士』であった[3]。
  - 再交付を受けても従前の内容が記載される。

## 操作範囲
政令電波法施行令第3条による。
2019年（平成31年）1月30日現在
| 種別   | 操作範囲 |
| ------ | --- |
| 一総通 | 1. 無線設備の通信操作 2. 船舶及び航空機に施設する無線設備の技術操作 3. 前号に掲げる操作以外の操作で第二級陸上無線技術士の操作の範囲に属するもの 4. 第一級アマチュア無線技士の操作の範囲に属する操作 |
| 二総通 | 1. 次に掲げる通信操作 イ 無線設備の国内通信のための通信操作 ロ 船舶地球局、航空局、航空地球局、航空機局及び航空機地球局の無線設備の国際通信のための通信操作 ハ 移動局（上に規定するものを除く。）及び航空機のための無線航行局の無線設備の国際通信のための通信操作（電気通信業務の通信のための通信操作を除く。） ニ 漁船に施設する無線設備（船舶地球局の無線設備を除く）の国際電気通信業務の通信のための通信操作 ホ 東は東経175度、西は東経94度、南は南緯11度、北は北緯63度の線によって囲まれた区域内における船舶（漁船を除く。）に施設する無線設備（船舶地球局の無線設備を除く。）の国際電気通信業務の通信のための通信操作 2. 次に掲げる無線設備の技術操作 イ 船舶に施設する空中線電力500W以下の無線設備 ロ 航空機に施設する無線設備 ハ レーダーで上記に掲げるもの以外のもの ニ 上に掲げる無線設備以外の無線設備（基幹放送局の無線設備を除く。）で空中線電力250W以下のもの ホ 受信障害対策中継放送局及び特定市区町村放送局の無線設備の外部の転換装置で電波の質に影響を及ぼさないもの 3. 1.に掲げる操作以外の操作のうち、第一級総合無線通信士の操作の範囲に属するモールス符号による通信操作で第一級総合無線通信士の指揮の下に行うもの 4. 第一級アマチュア無線技士の操作の範囲に属する操作 |
| 三総通 | 1. 漁船（専ら水産動植物の採捕に従事する漁船以外の漁船で国際航海に従事する総トン数300トン以上のものを除く。以下同じ）に施設する空中線電力250W以下の無線設備（無線電話及びレーダーを除く。）の操作（国際電気通信業務の通信のための通信操作及び多重無線設備の技術操作を除く。） 2. 前号に掲げる操作以外の操作で次に掲げるもの（国際通信のための通信操作及び多重無線設備の技術操作を除く。） イ 船舶に施設する空中線電力250W以下の無線設備（船舶地球局（電気通信業務を行うことを目的とするものに限る。）及び航空局の無線設備並びにレーダーを除く。）の操作（モールス符号による通信操作を除く。） ロ 陸上に開設する無線局の空中線電力125W以下の無線設備（レーダーを除く。）の操作で次に掲げるもの - (1) 海岸局の無線設備の操作（漁業用の海岸局以外の海岸局のモールス符号による通信操作を除く。） - (2) 海岸局、海岸地球局、航空局、航空地球局、航空機のための無線航行局及び基幹放送局以外の無線局の無線設備の操作 ハ 次に掲げる無線設備の外部の転換装置で電波の質に影響を及ぼさないものの技術操作 - (1) 受信障害対策中継放送局及び特定市区町村放送局の無線設備 - (2) レーダー 3. 前号に掲げる操作以外の操作で第三級陸上特殊無線技士の操作の範囲に属するもの 4. 1.及び2.に掲げる操作以外の操作のうち、第二級総合無線通信士の操作の範囲に属するモールス符号による通信操作（航空局、航空地球局、航空機局、航空機地球局及び航空機のための無線航行局の無線設備の通信操作を除く。）で第一級総合無線通信士又は第二級総合無線通信士の指揮の下に行うもの（国際通信のための通信操作を除く。） 5. 第二級アマチュア無線技士の操作の範囲に属する操作 |

操作範囲について他種別の無線従事者との関係は次の通りである。
- 一総通は、全ての無線局の通信操作（目的・範囲を問わない。）、船舶局及び航空機局の技術操作並びに第二級陸上無線技術士の操作の範囲に属するもの
- 二総通は、主に近海区域を航行する商船や比較的規模の大きな漁船の船舶局、漁業用の海岸局及び航空局の通信操作、船舶局並びに航空機局の技術操作（空中線電力に制限がある。）、及び一総通の操作の範囲に属するモールス符号による通信操作で一総通の指揮の下に行うものなど。
- 三総通は、主に漁船の船舶局における通信操作（無線電話による国際通信のための通信操作及び人工衛星局の中継により無線通信を行う無線局の多重無線設備の技術操作 を除く。）、二総通の操作の範囲に属するモールス符号による通信操作（航空局、航空地球局、航空機局、航空機地球局及び航空機のための無線航行局の無線設備の通信操作を除く。）で一総通又は二総通の指揮の下に行うもの（国際通信のための通信操作を除く。）など
  - 一・二総通は第一級アマチュア無線技士、三総通は第二級アマチュア無線技士の操作範囲も含む。

一総通は、第一級陸上無線技術士と並んで無線従事者国家資格の最高峰とされ、この2つの資格があれば、他の無線従事者資格の操作範囲を全て包含する。また第一級総合無線通信士は、第一級陸上無線技術士以外の全ての無線従事者資格を包含する。

### 免許証関係事項証明
上記の通り、一総通・二総通は第一級アマチュア無線技士の、三総通は第二級アマチュア無線技士の操作の範囲に属する操作をおこなうことができるが、免許証には、その旨の付記や英訳文はない。
免許に関する事項について証明が必要な場合は、邦文または英文の「証明書」の発行を請求できる。

### 変遷
1990年（平成2年）- 一総通・二総通・三総通の操作範囲が規定された。
2001年（平成13年）
- 三総通に第三級陸上特殊無線技士の操作範囲が追加された。[7]
  - 同時に第三級陸上特殊無線技士の操作範囲も改正され、三総通が陸上の無線局の内、人工衛星局の中継により無線通信を行う無線局以外の無線局の多重無線設備の技術操作ができることとなった。

2018年（平成30年）
- 三総通に船舶地球局の操作（電気通信業務を行うことを目的としないものに限る。）の使用が認められた。[8]。
  - 船舶地球局の定義が変更[9]され、電気通信業務用に限定されるものではなくなったことによるもので、従前の操作範囲と実質的な変更はない。同時に第四級海上無線通信士、第二級海上特殊無線技士の操作範囲も同様に変更された（第一級海上特殊無線技士の操作範囲の規定も、第二級海上特殊無線技士の操作範囲の変更を受けて、これに呼応するように変更された）。

2019年（平成31年）
- 二総通と三総通の操作範囲に受信障害対策中継放送局（ギャップフィラー）及び特定市区町村放送局（コミュニティ放送局）の無線設備の外部の転換装置で電波の質に影響を及ぼさないものの操作が追加された。[5]
  - 同時に第一級・第二級陸上特殊無線技士の操作範囲に同様の操作が追加された。

## 取得
次のいずれかによる。
- #国家試験に合格すること。
- 所定の#資格、業務経歴、その他の要件を有すること。（一・二総通に限る。）

### 国家試験
日本無線協会により9・3月の年2回実施される。

なお、本支部所在地以外でも実施することがある。
試験方法及び科目
総務省令無線従事者規則第3条に電気通信術は実地、その他は筆記によることが、第5条に科目が規定されている。

#### 筆記科目
一総通
1. 無線工学の基礎
  1. 電気物理
  2. 電気回路
  3. 半導体及び電子管
  4. 電子回路
  5. 電気磁気測定
2. 無線工学A
  1. 無線設備（空中線系を除く。）の理論、構造及び機能
  2. 無線設備のための測定機器の理論、構造及び機能
  3. 無線設備及び無線設備のための測定機器の保守及び運用
3. 無線工学B
  1. 空中線系及び電波伝搬（以下「空中線系等」という。）の理論、構造及び機能
  2. 空中線系等のための測定機器の理論、構造及び機能
  3. 空中線系及び空中線系等のための測定機器の保守及び運用
4. 法規
  1. 電波法及びこれに基づく命令（船舶安全法、航空法及び電気通信事業法並びにこれらに基づく命令の関係規定を含む。）
  2. 国際電気通信連合憲章、国際電気通信連合条約、国際電気通信連合憲章に規定する国際無線通信規則、国際電気通信連合憲章に規定する国際電気通信規則並びに海上における人命の安全のための国際条約（附属書の規定を含む。）、船員の訓練及び資格証明並びに当直の基準に関する国際条約（附属書の規定を含む。）及び国際民間航空条約（電波に関する規定に限る。）
5. 英語
  1. 文書を十分に理解するために必要な英文和訳
  2. 文書により十分に意思を表明するために必要な和文英訳
  3. 口頭により十分に意思を表明するに足りる英会話
6. 地理
  1. 主要な航路、航空路及び電気通信路を主とする世界地理

二総通
1. 無線工学の基礎
  1. 電気物理の概要
  2. 電気回路の概要
  3. 半導体及び電子管の概要
  4. 電子回路の概要
  5. 電気磁気測定の概要
2. 無線工学A
  1. 無線設備の理論、構造及び機能の概要
  2. 無線設備のための測定機器の理論、構造及び機能の概要
  3. 無線設備及び無線設備のための測定機器の保守及び運用の概要
3. 無線工学B
  1. 空中線系等の理論、構造及び機能の概要
  2. 空中線系等のための測定機器の理論、構造及び機能の概要
  3. 空中線系及び空中線系等のための測定機器の保守及び運用の概要
4. 法規
  1. 電波法及びこれに基づく命令（船舶安全法、航空法及び電気通信事業法並びにこれらに基づく命令の関係規定を含む。）の概要
  2. 国際電気通信連合憲章、国際電気通信連合条約、国際電気通信連合憲章に規定する国際無線通信規則、国際電気通信連合憲章に規定する国際電気通信規則並びに海上における人命の安全のための国際条約(附属書の規定を含む。）、船員の訓練及び資格証明並びに当直の基準に関する国際条約及び国際民間航空条約（電波に関する規定に限る。）の概要
5. 英語
  1. 文書を適当に理解するために必要な英文和訳
  2. 文書により適当に意思を表明するために必要な和文英訳
  3. 口頭により適当に意思を表明するに足りる英会話
6. 地理
  1. 主要な航路、航空路及び電気通信路を主とする世界地理の概要

三総通
1. 無線工学の基礎
  1. 電気磁気の基礎
  2. 電気回路の基礎
  3. 半導体及び電子管の基礎
  4. 電子回路の基礎
  5. 電気磁気測定の基礎
2. 無線工学
  1. 無線設備の理論、構造及び機能の基礎
  2. 空中線系等の理論、構造及び機能の基礎
  3. 無線設備及び空中線系等のための測定機器の理論、構造及び機能の基礎
  4. 無線設備及び空中線系並びに無線設備及び空中線系等のための測定機器の保守及び運用の基礎
3. 英語
  1. 文書を理解するために最小限必要な英文和訳
  2. 文書により意思を表明するために最小限必要な和文英訳
4. 法規
  1. 電波法及びこれに基づく命令（船舶安全法及び電気通信事業法並びにこれらに基づく命令の関係規定を含む。）の概要
  2. 国際電気通信連合憲章、国際電気通信連合条約、国際電気通信連合憲章に規定する国際無線通信規則（海上における人命又は財産の保護のための無線通信業務及び無線測位業務に関する規定に限る。）、国際電気通信連合憲章に規定する国際電気通信規則並びに海上における人命の安全のための国際条約及び船員の訓練及び資格証明並びに当直の基準に関する国際条約（電波に関する規定に限る。）の概要

#### 電気通信術
一総通
1. モールス電信　1分間75字の速度の和文、1分間80字の速度の欧文暗語及び1分間100字の速度の欧文普通語によるそれぞれ約5分間の手送り送信及び音響受信
2. 直接印刷電信　1分間50字の速度の欧文普通語による約5分間の手送り送信
3. 電話　1分間50字の速度の欧文（無線局運用規則別表第5号の欧文通話表による。）による約2分間の送話及び受話

二総通
1. モールス電信（一総通と同様）
2. 電話（一総通と同様）

三総通
1. モールス電信　1分間70字の速度の和文、1分間80字の速度の欧文暗語及び1分間100字の速度の欧文普通語によるそれぞれ約3分間の手送り送信及び音響受信

電気通信術はモールス符号の音響受信および手送り送信、直接印刷電信（テレタイプ運用技能、キーボードを用いて通信文をタッチタイピングで入力）、電話（通話表を用いた通信文の送受信）がある。試験科目が多いこともあって他の無線従事者よりも要求される技術が非常に高い。
モールス符号の音響受信は非常に高速であるため（昭和58年3月まで第一級無線通信士の電気通信術（モールス電信）は和文が1分間85字、欧文暗語が1分間100字、欧文普通語が1分間125字で上述の「第一級無線電信通信士」の記載条件である。）
欧文では筆記体による速記術を習得しなければ対応が困難なほどである。
また、内容は電報形式による額表があり、単に送受信できるだけでは合格は覚束ない。
アマチュア無線で電信の経験を積んでから受験する者も多い。
- 第一級アマチュア無線技士の電気通信術（モールス電信）は廃止されたが、和文が1996年（平成8年）まで1分間50字[10]、欧文が2005年（平成17年）まで1分間60字[11]、2011年（平成23年）まで1分間25字[12]であった。

#### 一部免除
科目合格者
- 試験の翌月の初めから3年間（非常事態で国家試験が行われなかった場合等で告示に定められた者は3年を経過した後において最初に行われる試験の実施日まで）

| 合格資格 | 受験資格               |
| --- | ---------------------- |
| 一総通 | 一総通、二総通、三総通 |
| 二総通 | 二総通、三総通         |
| 三総通 | 三総通                 |
| 試験の翌月の初めから3年間（非常事態で国家試験が行われなかった場合等で告示に定められた者は3年を経過した後において最初に行われる試験の実施日まで） |                        |

科目免除認定校の卒業者
- 卒業の日から無線工学の基礎、電気通信術、英語の全部又は一部を3年間。（同上）

| 認定資格             | 認定科目                         | 受験資格               | 免除科目                         |
| -------------------- | -------------------------------- | ---------------------- | -------------------------------- |
| 一総通               | 無線工学の基礎、英語             | 一総通、二総通、三総通 | 無線工学の基礎、英語             |
| 一総通               | 無線工学の基礎、電気通信術、英語 | 一総通、二総通、三総通 | 無線工学の基礎、電気通信術、英語 |
| 二総通               | 無線工学の基礎、英語             | 二総通、三総通         | 無線工学の基礎、英語             |
| 三総通               | 無線工学の基礎、英語             | 三総通                 | 無線工学の基礎、英語             |
| 三総通               | 無線工学の基礎、電気通信術、英語 | 三総通                 | 無線工学の基礎、電気通信術、英語 |
| 第一級海上無線通信士 | 無線工学の基礎、英語             | 一総通、二総通         | 無線工学の基礎                   |
| 第一級海上無線通信士 | 無線工学の基礎、英語             | 三総通                 | 無線工学の基礎、英語             |
| 第一級海上無線通信士 | 無線工学の基礎、電気通信術、英語 | 一総通、二総通         | 無線工学の基礎                   |
| 第一級海上無線通信士 | 無線工学の基礎、電気通信術、英語 | 三総通                 | 無線工学の基礎、英語             |
| 第二級海上無線通信士 | 無線工学の基礎、英語             | 二総通                 | 無線工学の基礎                   |
| 第二級海上無線通信士 | 無線工学の基礎、英語             | 三総通                 | 無線工学の基礎、英語             |
| 第二級海上無線通信士 | 無線工学の基礎、電気通信術、英語 | 二総通                 | 無線工学の基礎                   |
| 第二級海上無線通信士 | 無線工学の基礎、電気通信術、英語 | 三総通                 | 無線工学の基礎、英語             |
| 第一級陸上無線技術士 | 無線工学の基礎                   | 一総通、二総通、三総通 | 無線工学の基礎                   |
| 第二級陸上無線技術士 | 無線工学の基礎                   | 一総通、二総通、三総通 | 無線工学の基礎                   |

- 学校、学科については一部免除認定校一覧[13]を参照

| 現有資格             | 受験資格 | 免除科目                             |
| -------------------- | -------- | ------------------------------------ |
| 第一級海上無線通信士 | 一総通   | 無線工学の基礎                       |
| 第一級海上無線通信士 | 二総通   | 無線工学の基礎                       |
| 第一級海上無線通信士 | 三総通   | 無線工学の基礎、英語                 |
| 第二級海上無線通信士 | 二総通   | 無線工学の基礎                       |
| 第二級海上無線通信士 | 三総通   | 無線工学の基礎、英語                 |
| 第三級海上無線通信士 | 三総通   | 英語                                 |
| 第一級陸上無線技術士 | 一総通   | 無線工学の基礎、無線工学A、無線工学B |
| 第一級陸上無線技術士 | 二総通   | 無線工学の基礎、無線工学A、無線工学B |
| 第一級陸上無線技術士 | 三総通   | 無線工学の基礎、無線工学             |
| 第二級陸上無線技術士 | 一総通   | 無線工学の基礎                       |
| 第二級陸上無線技術士 | 二総通   | 無線工学の基礎、無線工学A、無線工学B |
| 第二級陸上無線技術士 | 三総通   | 無線工学の基礎、無線工学             |

| 現有資格 | 受験資格 | 業務経歴 | 免除科目                                             |
| --- | -------- | -------- | ---------------------------------------------------- |
| 二総通 | 一総通   | 3年以上  | 無線工学の基礎、電気通信術*1、地理*4                 |
| 二総通 | 一総通   | 5年以上  | 無線工学の基礎、電気通信術*1、法規*3、地理*4、英語*5 |
| 三総通 | 二総通   | 3年以上  | 無線工学の基礎、電気通信術*2                         |
| 三総通 | 二総通   | 5年以上  | 無線工学の基礎、電気通信術*2、地理*4                 |
| 注1 業務経歴は、受験者が現に有する資格により、アマチュア局を除く無線局の無線設備の操作に従事したものに限る。 注2 免除科目で、 ＊1は海岸局又は船舶局の無線設備の通信操作に従事した者に限る。 ＊2はモールス符号による通信操作に従事した者に限る。 ＊3は海岸局又は船舶局の無線設備の国際通信のための通信操作に従事した者に限る。 ＊4は船舶局の無線設備の国際通信のためのモールス符号による通信操作に従事した者に限る。 ＊5は船舶局の無線設備の国際通信のための通信操作に従事した者に限る。 |          |          |                                                      |

| 現有資格 | 現有資格 | 受験資格             | 免除科目                   |
| --- | --- | -------------------- | -------------------------- |
| 電気通信主任技術者 | 伝送交換主任技術者 | 一総通 二総通        | 無線工学の基礎、 無線工学A |
| 電気通信主任技術者 | 伝送交換主任技術者 | 三総通               | 無線工学の基礎             |
| 電気通信主任技術者 | 線路主任技術者 | 一総通 二総通 三総通 | 無線工学の基礎             |
| 工事担任者第一級アナログ通信、第一級デジタル通信、総合通信 （AI第1種、AI第2種、DD第1種、DD第2種、AI・DD総合種 及びアナログ第一種、アナログ第二種、デジタル第一種、デジタル第二種、 アナログ・デジタル総合種を含む。） | 工事担任者第一級アナログ通信、第一級デジタル通信、総合通信 （AI第1種、AI第2種、DD第1種、DD第2種、AI・DD総合種 及びアナログ第一種、アナログ第二種、デジタル第一種、デジタル第二種、 アナログ・デジタル総合種を含む。） | 二総通 三総通        | 無線工学の基礎             |

試験地および日程
- 日本無線協会の本支部所在地（一部を除く。）。但し所在地以外に試験場を設定することがあり、この場合は申請時に選択が可能。
- 平日に実施する。

合格基準等
試験の合格基準等から抜粋
| 種別                                                              | 科目           | 科目           | 問題数 | 問題形式                      | 満点 | 合格点 | 時間     |
| ----------------------------------------------------------------- | -------------- | -------------- | ------ | ----------------------------- | ---- | ------ | -------- |
| 一・二総通                                                        | 無線工学の基礎 | 無線工学の基礎 | 25     | 多肢選択式 マークシートを使用 | 125  | 75     | 150分    |
| 一・二総通                                                        | 無線工学A      | 無線工学A      | 25     | 多肢選択式 マークシートを使用 | 125  | 75     | 150分    |
| 一・二総通                                                        | 無線工学B      | 無線工学B      | 25     | 多肢選択式 マークシートを使用 | 125  | 75     | 150分    |
| 一・二総通                                                        | 法規           | 法規           | 20     | 多肢選択式 マークシートを使用 | 100  | 60     | 150分    |
| 一・二総通                                                        | 地理           | 地理           | 4      | 多肢選択式 マークシートを使用 | 200  | 120    | 60分     |
| 一・二総通                                                        | 英語           | 英文和訳       | 2      | 多肢選択式 マークシートを使用 | 40   | 60注   | 90分     |
| 一・二総通                                                        | 英語           | 和文英訳       | 3      | 多肢選択式 マークシートを使用 | 30   | 60注   | 90分     |
| 一・二総通                                                        | 英語           | 英会話         | 7      | 多肢選択式 マークシートを使用 | 35   | 60注   | 30分以内 |
| 三総通                                                            | 無線工学の基礎 | 無線工学の基礎 | 25     | 多肢選択式 マークシートを使用 | 125  | 75     | 150分    |
| 三総通                                                            | 無線工学       | 無線工学       | 25     | 多肢選択式 マークシートを使用 | 125  | 75     | 150分    |
| 三総通                                                            | 法規           | 法規           | 20     | 多肢選択式 マークシートを使用 | 100  | 60     | 90分     |
| 三総通                                                            | 英語           | 英文和訳       | 2      | 多肢選択式 マークシートを使用 | 40   | 40     | 90分     |
| 三総通                                                            | 英語           | 和文英訳       | 3      | 多肢選択式 マークシートを使用 | 30   | 40     | 90分     |
| 注 英会話が15点未満は不合格 電気通信術は電気通信術#合格基準を参照 |                |                |        |                               |      |        |          |

受験料
2020年（令和2年）4月1日以降、一総通21,200円、二総通18,800円、三総通13,600円
- 受験票は電子メールにより送付される

#### 実施結果
| 年度                                                            | 平成20年度 | 平成20年度 | 平成20年度 | 平成21年度 | 平成21年度 | 平成21年度 | 平成22年度 | 平成22年度 | 平成22年度 | 平成23年度 | 平成23年度 | 平成23年度 |
| --------------------------------------------------------------- | ---------- | ---------- | ---------- | ---------- | ---------- | ---------- | ---------- | ---------- | ---------- | ---------- | ---------- | ---------- |
| 種別                                                            | 一総通     | 二総通     | 三総通     | 一総通     | 二総通     | 三総通     | 一総通     | 二総通     | 三総通     | 一総通     | 二総通     | 三総通     |
| 申請者数(人)                                                    | 222        | 245        | 316        | 207        | 229        | 326        | 212        | 254        | 312        | 246        | 247        | 271        |
| 受験者数(人)                                                    | 198        | 236        | 303        | 175        | 211        | 311        | 173        | 232        | 294        | 207        | 232        | 259        |
| 合格者数(人)                                                    | 22         | 12         | 16         | 14         | 13         | 12         | 19         | 9          | 15         | 11         | 9          | 16         |
| 合格率(％)                                                      | 11.1       | 5.1        | 5.3        | 8.0        | 6.2        | 3.9        | 11.0       | 3.9        | 5.1        | 5.3        | 3.9        | 6.2        |
| 全科目免除者数(人)                                              | 3          | 12         | 56         | 3          | 31         | 73         | 4          | 35         | 79         | 2          | 21         | 72         |
| 年度                                                            | 平成24年度 | 平成24年度 | 平成24年度 | 平成25年度 | 平成25年度 | 平成25年度 | 平成26年度 | 平成26年度 | 平成26年度 | 平成27年度 | 平成27年度 | 平成27年度 |
| 種別                                                            | 一総通     | 二総通     | 三総通     | 一総通     | 二総通     | 三総通     | 一総通     | 二総通     | 三総通     | 一総通     | 二総通     | 三総通     |
| 申請者数(人)                                                    | 283        | 233        | 320        | 269        | 203        | 347        | 295        | 184        | 328        | 321        | 165        | 315        |
| 受験者数(人)                                                    | 245        | 220        | 308        | 231        | 188        | 338        | 252        | 178        | 306        | 277        | 156        | 302        |
| 合格者数(人)                                                    | 14         | 13         | 15         | 24         | 9          | 12         | 23         | 2          | 21         | 13         | 9          | 9          |
| 合格率(％)                                                      | 5.7        | 5.9        | 4.9        | 10.4       | 4.8        | 3.6        | 9.1        | 1.1        | 6.9        | 4.7        | 5.8        | 3.0        |
| 全科目免除者数(人)                                              | 5          | 32         | 65         | 2          | 31         | 48         | 3          | 44         | 92         | 5          | 26         | 82         |
| 年度                                                            | 平成28年度 | 平成28年度 | 平成28年度 | 平成29年度 | 平成29年度 | 平成29年度 | 平成30年度 | 平成30年度 | 平成30年度 | 令和元年度 | 令和元年度 | 令和元年度 |
| 種別                                                            | 一総通     | 二総通     | 三総通     | 一総通     | 二総通     | 三総通     | 一総通     | 二総通     | 三総通     | 一総通     | 二総通     | 三総通     |
| 申請者数(人)                                                    | 336        | 145        | 290        | 324        | 165        | 340        | 354        | 139        | 291        | 306        | 123        | 261        |
| 受験者数(人)                                                    | 293        | 140        | 279        | 277        | 155        | 323        | 311        | 124        | 276        | 250        | 115        | 238        |
| 合格者数(人)                                                    | 19         | 4          | 12         | 15         | 4          | 10         | 10         | 1          | 6          | 14         | 5          | 1          |
| 合格率(％)                                                      | 6.5        | 2.9        | 4.3        | 5.4        | 2.6        | 3.1        | 3.2        | 0.8        | 2.2        | 5.6        | 4.3        | 0.4        |
| 全科目免除者数(人)                                              | 11         | 35         | 67         | 10         | 25         | 72         | 11         | 17         | 73         | 10         | 35         | 81         |
| 年度                                                            | 令和2年度  | 令和2年度  | 令和2年度  | 令和3年度  | 令和3年度  | 令和3年度  | 令和4年度  | 令和4年度  | 令和4年度  | 令和5年度  | 令和5年度  | 令和5年度  |
| 種別                                                            | 一総通     | 二総通     | 三総通     | 一総通     | 二総通     | 三総通     | 一総通     | 二総通     | 三総通     | 一総通     | 二総通     | 三総通     |
| 申請者数(人)                                                    | 267        | 108        | 246        | 244        | 98         | 217        | 271        | 94         | 181        | 213        | 64         | 196        |
| 受験者数(人)                                                    | 229        | 102        | 203        | 207        | 91         | 197        | 236        | 89         | 160        | 184        | 58         | 182        |
| 合格者数(人)                                                    | 13         | 4          | 2          | 10         | 1          | 3          | 10         | 5          | 3          | 10         | 3          | 5          |
| 合格率(％)                                                      | 5.7        | 3.9        | 1.0        | 4.8        | 1.1        | 1.5        | 4.2        | 5.6        | 1.9        | 5.4        | 5.2        | 2.7        |
| 全科目免除者数(人)                                              | 9          | 38         | 88         | 13         | 16         | 77         | 4          | 36         | 82         | 7          | 20         | 59         |
| 注 申請者数、受験者数、合格者数には、全科目免除者数を含まない。 |            |            |            |            |            |            |            |            |            |            |            |            |

### 資格、業務経歴、その他の要件
| 資格                                                                                         | 要件 |
| -------------------------------------------------------------------------------------------- | --- |
| 一総通                                                                                       | 二総通を有し、それにより海岸局又は船舶局の無線設備の国際通信のための操作に7年以上従事した者                                       |
| 二総通                                                                                       | 三総通を有し、それにより船舶局の無線設備の国際通信のための操作に7年以上従事した者                                                 |
| 上記の右欄の資格と業務経歴を有する者は、認定講習を修了することにより左欄の資格が与えられる。 | |
| 下記の右欄の資格と業務経歴を有する者は、総務省告示に基づき申請により左欄の資格が与えられる。 | |
| 一総通                                                                                       | 二総通及び第一級陸上無線技術士を有し、二総通により船舶局の無線設備の国際通信のためのモールス符号による通信操作に5年以上従事した者 |

総合通信局長（沖縄総合通信事務所長を含む。以下同じ。）の認定を受けた団体が認定講習を実施する。
この団体は認定講習課程実施者という。
講義はeラーニングによることができる。
- 日本無線協会は二総通の認定講習を実施している。その他の種別は需要に応じ実施するものとしている。

| 種別   | 無線工学    | 法規       | 英語       |
| ------ | ----------- | ---------- | ---------- |
| 一総通 | 120時間以上 | －         | －         |
| 二総通 | 72時間以上  | 21時間以上 | 21時間以上 |

### 取得者数
|              | 一総通 | 二総通 | 三総通 | 計     |
| ------------ | ------ | ------ | ------ | ------ |
| 平成2年度末  | 13,228 | 17,165 | 29,083 | 59,476 |
| 平成3年度末  | 13,320 | 17,235 | 29,178 | 59,733 |
| 平成4年度末  | 13,410 | 17,325 | 29,287 | 60,022 |
| 平成5年度末  | 13,517 | 17,433 | 29,447 | 60,397 |
| 平成6年度末  | 13,604 | 17,540 | 29,515 | 60,659 |
| 平成7年度末  | 13,668 | 17,639 | 29,664 | 60,971 |
| 平成8年度末  | 13,723 | 17,738 | 29,765 | 61,226 |
| 平成9年度末  | 13,766 | 17,842 | 29,835 | 61,443 |
| 平成10年度末 | 13,799 | 17,897 | 29,977 | 61,673 |
| 平成11年度末 | 13,846 | 17,993 | 30,076 | 61,915 |
| 平成12年度末 | 13,868 | 18,064 | 30,195 | 62,127 |
| 平成13年度末 | 13,887 | 18,118 | 30,245 | 62,250 |
| 平成14年度末 | 13,911 | 18,164 | 30,326 | 62,401 |
| 平成15年度末 | 13,939 | 18,214 | 30,423 | 62,576 |
| 平成16年度末 | 13,962 | 18,252 | 30,536 | 62,750 |
| 平成17年度末 | 13,984 | 18,291 | 30,584 | 62,859 |
| 平成18年度末 | 14,004 | 18,329 | 30,640 | 62,973 |
| 平成19年度末 | 14,037 | 18,373 | 30,721 | 63,131 |
| 平成20年度末 | 14,058 | 18,408 | 30,796 | 63,262 |
| 平成21年度末 | 14,085 | 18,461 | 30,879 | 63,425 |
| 平成22年度末 | 14,097 | 18,497 | 30,964 | 63,558 |
| 平成23年度末 | 14,116 | 18,536 | 31,042 | 63,694 |
| 平成24年度末 | 14,134 | 18,581 | 31,117 | 63,832 |
| 平成25年度末 | 14,156 | 18,627 | 31,194 | 63,977 |
| 平成26年度末 | 14,173 | 18,674 | 31,252 | 64,099 |
| 平成27年度末 | 14,200 | 18,717 | 31,347 | 64,264 |
| 平成28年度末 | 14,221 | 18,756 | 31,441 | 64,418 |
| 平成29年度末 | 14,245 | 18,801 | 31,503 | 64,549 |
| 平成30年度末 | 14,265 | 18,819 | 31,583 | 64,667 |
| 令和元年度末 | 14,290 | 18,845 | 31,650 | 64,785 |
| 令和2年度末  | 14,308 | 18,891 | 31,727 | 64,926 |
| 令和3年度末  | 14,326 | 18,916 | 31,804 | 65,046 |
| 令和4年度末  | 14,350 | 18,959 | 31,932 | 65,241 |
| 令和5年度末  | 14,362 | 18,961 | 31,977 | 65,300 |

この節の統計は、資格・試験
による。

### 制度の変遷
1990年（平成2年）
- 予備試験と本試験の二段階で、予備試験は本試験の1ヶ月前に実施された[1]。
  - 予備試験の免除は試験の翌月の初めから、または科目免除認定校卒業の日から10年間だった。
  - 本試験の科目合格の免除は試験の翌月の初めから電気通信術以外が2年間、電気通信術が3年間。また、科目免除認定校卒業による免除は卒業の日から英語が2年間、電気通信術が3年間だった。
  - 電気通信術に和文電話があり、能力は1分間50字の速度の和文（無線局運用規則別表第5号の和文通話表による。）による約2分間の送話及び受話だった。
- 琉球政府の旧第三級無線技術士は二・三総通の予備試験が免除された[18]。
- 国（地方電気通信監理局（沖縄郵政管理事務所を含む。以下同じ。））が国家試験を実施していた。
  - 筆記試験は記述式だった。

1996年（平成8年）
- 予備試験が廃止され本試験と一本化された。また、科目合格の免除は試験の翌月の初めから、科目免除認定校卒業による免除は卒業の日から、すべて3年間とされた[19]。
  - 琉球政府の旧第三級無線技術士に対する免除も対象を失った。
- 日本無線協会が国家試験を実施することとなった[20]。
- 筆記試験がマークシート式となった。
- 二総通及び第一級陸上無線技術士は所定の業務経歴により一総通を取得できることとなった[21]。

2001年（平成13年）- 和文電話の電気通信術が廃止された。
2013年（平成25年）- 非常事態等で告示に定められた場合は科目免除が3年を超えることとなった。
2014年（平成26年）- 受験者減少のため、4月より信越支部（長野市）、北陸支部（金沢市）での国家試験を休止

## その他
下記の資格などの何れかに、何れかの総通が任用の要件、受験・受講資格の取得、試験科目の免除、業務経歴又は免許保有による取得とされるものがある。業務経歴その他の制限があるものも含まれており、詳細は各項目を参照のこと。
任用の要件
- 電波法第24条の2に規定する登録検査等事業者等の点検員
- 同　判定員（一総通）（業務経歴を要する。）
- 電波法第38条の8第2項に規定する技術基準適合証明の登録証明機関の証明員（一総通・二総通）（業務経歴を要する。）
- 電波法第47条に規定する指定無線従事者国家試験機関の試験員（一総通・二総通）
- 電波法第48条の2および第48条の3に規定する船舶局無線従事者証明の訓練の講師（一総通）
- 電波法第50条に規定する遭難通信責任者（一総通）（船舶局無線従事者証明を要する。）
- 電波法第71条の3の2に規定する登録周波数終了対策機関の給付金の交付決定者（一総通）
- 電波法第102条の18第9項に規定する指定較正機関の較正員（一総通）
- 無線従事者規則第13条に規定する無線従事者国家試験一部免除認定校の教員（一総通・二総通）
- 無線従事者規則第21条に規定する無線従事者養成課程の講師（一総通・二総通）
  - アマチュア無線技士養成課程講師（一総通・二総通・三総通）
- 無線従事者規則第34条に規定する無線従事者認定講習課程の講師（一総通・二総通）
- 陸上自衛隊、海上自衛隊、航空自衛隊の技術陸曹・海曹・空曹（年齢制限がある。）
- 予備自衛官補（技能公募）（年齢制限がある。）
- 海上保安庁（有資格者採用）（年齢制限がある。）（一総通・二総通）

受験・受講資格の取得
- 電波法施行規則第34条の3に規定する主任無線従事者講習（ただし業務経歴を要する。）
- 電波法施行規則第34条の11に規定する船舶局無線従事者証明の訓練講習
- 甲種特類を除く甲種消防設備士試験[25]
- 社会保険労務士試験[26]（一総通）
- 職業訓練指導員 (電気通信科)試験（二総通）[27]
- 海技士 (通信)試験[28]（年齢制限があり乗船履歴・船舶局無線従事者証明も要する。）（一総通・二総通・三総通）
- 海技士 (電子通信)試験（一総通・二総通）[28]
- 航空通信士の技能証明を受けるための要件の充足[29]（年齢制限がある。）（一総通・二総通）

試験科目の免除
| 無線従事者 | 無線従事者             | 無線従事者                           |
| 現有資格   | 受験資格               | 免除科目                             |
| ---------- | ---------------------- | ------------------------------------ |
| 一総通     | 第一級陸上無線技術士   | 法規                                 |
| 二総通     | 第二級海上無線通信士   | 無線工学の基礎、無線工学A、無線工学B |
| 二総通     | 第二級陸上無線技術士   | 法規                                 |
| 二総通     | 第一級陸上特殊無線技士 | 法規                                 |
| 三総通     | 第三級海上無線通信士   | 無線工学                             |
| 三総通     | 第一級海上特殊無線技士 | 法規、無線工学                       |

- 電気通信主任技術者（一総通）[30]
- 工事担任者（一総通、二総通）[31]
- 職業訓練指導員 (電気通信科)（一総通）[27]

業務経歴による試験課目免除
| 無線従事者 | 無線従事者           | 無線従事者 | 無線従事者                                           |
| 現有資格 | 受験資格             | 業務経歴   | 免除科目                                             |
| --- | -------------------- | ---------- | ---------------------------------------------------- |
| 一総通 | 第一級陸上無線技術士 | 3年以上    | 無線工学の基礎、法規                                 |
| 二総通 | 一総通               | 3年以上    | 無線工学の基礎、電気通信術*1、地理*4                 |
| 二総通 | 一総通               | 5年以上    | 無線工学の基礎、電気通信術*1、法規*3、地理*4、英語*5 |
| 二総通 | 第一級海上無線通信士 | 3年以上    | 無線工学の基礎、電気通信術*1                         |
| 二総通 | 第一級海上無線通信士 | 5年以上    | 無線工学の基礎、電気通信術*1、法規*3、英語*5         |
| 二総通 | 第二級海上無線通信士 | 3年以上    | 無線工学の基礎、電気通信術*1                         |
| 二総通 | 第二級海上無線通信士 | 5年以上    | 無線工学の基礎、電気通信術*1、法規*3、英語*5         |
| 二総通 | 第二級陸上無線技術士 | 3年以上    | 無線工学の基礎、法規                                 |
| 三総通 | 二総通               | 3年以上    | 無線工学の基礎、電気通信術*2                         |
| 三総通 | 二総通               | 5年以上    | 無線工学の基礎、電気通信術*2、地理*4                 |
| 三総通 | 第二級海上無線通信士 | 3年以上    | 無線工学の基礎、電気通信術*1                         |
| 三総通 | 第三級海上無線通信士 | 3年以上    | 電気通信術*1                                         |
| 注1 業務経歴は、受験者が現に有する資格により、アマチュア局を除く無線局の無線設備の操作に従事したものに限る。 注2 免除科目で、 - 1は海岸局又は船舶局の無線設備の通信操作に従事した者に限る。 - 2はモールス符号による通信操作に従事した者に限る。 - 3は海岸局又は船舶局の無線設備の国際通信のための通信操作に従事した者に限る。 - 4は船舶局の無線設備の国際通信のためのモールス符号による通信操作に従事した者に限る。 - 5は船舶局の無線設備の国際通信のための通信操作に従事した者に限る。 |                      |            |                                                      |

業務経歴による取得
- 教育職員[32]
  - 高等学校教諭一種（工業）、中学校教諭二種（職業）の普通免許状（一総通、無線従事者として3年以上の業務経歴を有する者で技術優秀と認められるもの）
  - 同上の助教諭の臨時免許状（二総通、無線従事者として2年以上の業務経歴を有する者で技術優秀と認められるもの）

免許保有による取得
- 高等学校教諭一種（工業）、中学校教諭二種（職業）の助教諭の臨時免許状（一総通）

無線機器型式検定の申請
無線機器型式検定規則による申請において、受検機器（航空機用を除く。）の所定の試験を一総通又は二総通が行えば受検機器および一部書類の提出が免除される。
技術基準適合の確認
技適未取得機器による実験等の特例における届出に際し、機器が電波法の技術基準に適合することの確認ができる。
就職先
合格者が少ないため情報は少ない。
また通信機器の自動化・簡素化に併せて主に海上系通信士の上位資格の需要が減り（GMDSSへの移行により大型船舶においてもモールス無線電信の通信技能が要求されなくなったことにより一総通の下位資格である海上無線通信士の資格、特に無線設備の船上保守をしないものは第三級海上無線通信士の資格で充分な通信操作ができるようになった等の背景があり）、受験者も減少している。
- かつては国際航路を結ぶ大型船に欠かせない存在であり、無線通信士を養成する高等学校や高等専門学校、専修学校も多く、取得後は日本電信電話公社（現 NTTグループ各社）や国際電信電話株式会社（現 KDDI）、海運会社に就職し、船舶通信士（通信長・乙種船舶通信士などの種別があった。）として、遠洋航路のモールス符号による短波無線通信業務に従事する者が多数いた。インマルサットなどの衛星通信の発達や、万一の際にワンタッチで遭難信号を送出できる無線通信システムであるGMDSSへの移行で、モールス符号を使う船舶無線が漁業通信を除きほとんど廃止されるなど通信事情が変化した20世紀末以降、総合無線通信士の養成は漁業無線の為に情報通信科、無線通信科等を開設している道県の水産高校が主体となっている。このため、遠洋漁船や規模の大きい漁港に設けられている漁業無線局、外航船舶やこれと通信する海岸局を除けば、多くは陸上無線技術士に準ずると思われる。
- 海上保安庁では有資格者採用試験で不定期に二総通以上を募集している。同時に第二級海上無線通信士と第二級陸上無線技術士以上も募集しており、資格に合わせて巡視船の無線員、海上交通センターの職員、通信機器の管理などに従事する。
- 自衛隊では技術曹として定期的に募集している。階級は一総通・二総通・三総通が各々1曹・2曹・3曹。職域は『通信』で配属先はシステム通信隊群や航空システム通信隊など無線通信に関わる部隊や護衛艦の通信員である。

技能向上の目標として
アマチュア無線技士の中には電気通信術が廃止されたことによる技能向上の目標として、総合無線通信士を受験する者もいる。